# 67979 Мішелорі
67979 Мішелорі (67979 Michelory) — астероїд головного поясу, відкритий 4 грудня 2000 року.
Тіссеранів параметр щодо Юпітера — 3,178.
Названий на честь Мішеля Орі - фізика, що відкрив 30 малих планет.